# Rexistasia
Por rexistasia (de rhexein, romper) se entiende la situación o período de tiempo en el cual la cubierta protectora vegetal del suelo es reducida o eliminada como resultado de un clima más seco. La intensidad de las lluvias se hace más alta. El clima más seco baja la pedogénesis y los suelos no contribuyen más con componentes minerales calcáreos, que caracteriza la biostasia.
Desprotegidos de vegetación o de suelos profundos, el viento actúa exponiendo el subsuelo a la erosión y las rocas a la meteorización física. Se incrementan los detritos por destrucción de rocas por congelado-descongelado. La intensidad de lluvias puntuales durante la rexistasia resulta en erosión, acumulándose arena y limo en capas sedimentarias. Durante la rexistasia, el predominio de la meteorización química que caracteriza la biostasia es reemplazada por el predominio de la meteorización física.
Por el contrario durante la biostasia la lluvia cae con regularidad e induce a la pedogénesis y a cambios químicos del suelo que favorecen la formación de una cubierta vegetal que protege al suelo de la erosión.
La teoría de la biorexistasia fue propuesta por el edafólogo francés Henri Erhart. Describe las condiciones climáticas necesarias para periodos de formación del suelo (pedogénesis) y periodos de erosión del suelo.
En la época Pleistoceno, las fases de glaciación se consideran periodos de rexistasia y los interglaciales periodos de biostasia.

## Uso corriente
La teoría de la biorexistasia se usa en varias capacidades:
- para discutir el potencial humano de realizar ambientes de rexistasia como de biostasia, y qué se puede esperar de esos ambientes,[2]
- para explicar el rol de eventos extremos en erosión en un sitio descubierto por disturbación,[3] y
- para evaluar espeleotemas de vistas de paleoclima y condiciones biopedológicas en la superficie de la tierra.[4]